# Héctor Báez
Héctor Jacinto Báez Pérez (La Romana, 12 dicembre 1955 – La Romana, 22 febbraio 2014) è stato un cestista e allenatore di pallacanestro dominicano.

## Carriera
Con la Rep. Dominicana ha disputato i Giochi panamericani del 1983. Da allenatore ha guidato la Rep. Dominicana in due Campionati americani (1993 e 2003) e ai Giochi panamericani del 1993.